# Grabhügel bei Stubbenberg

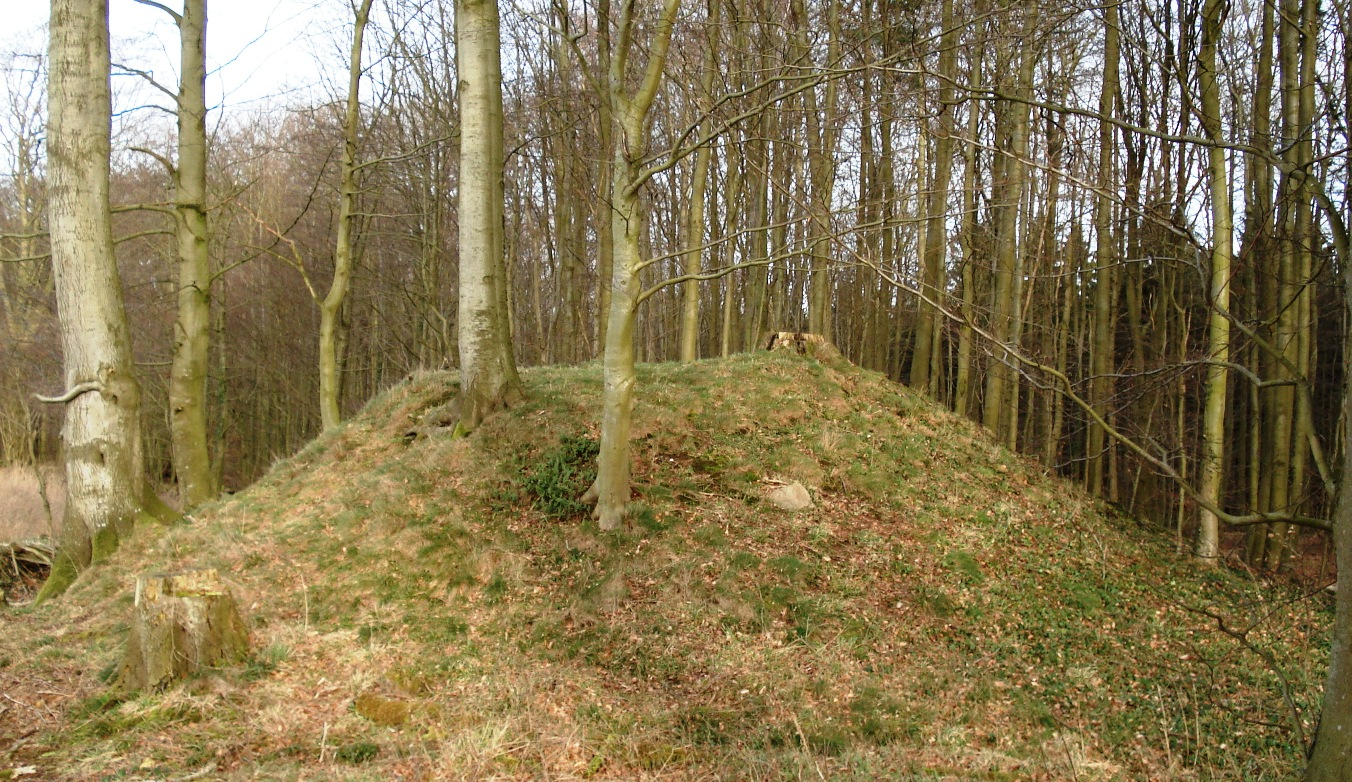
Der nördliche Grabhügel bei Stubbenberg – aus Süden

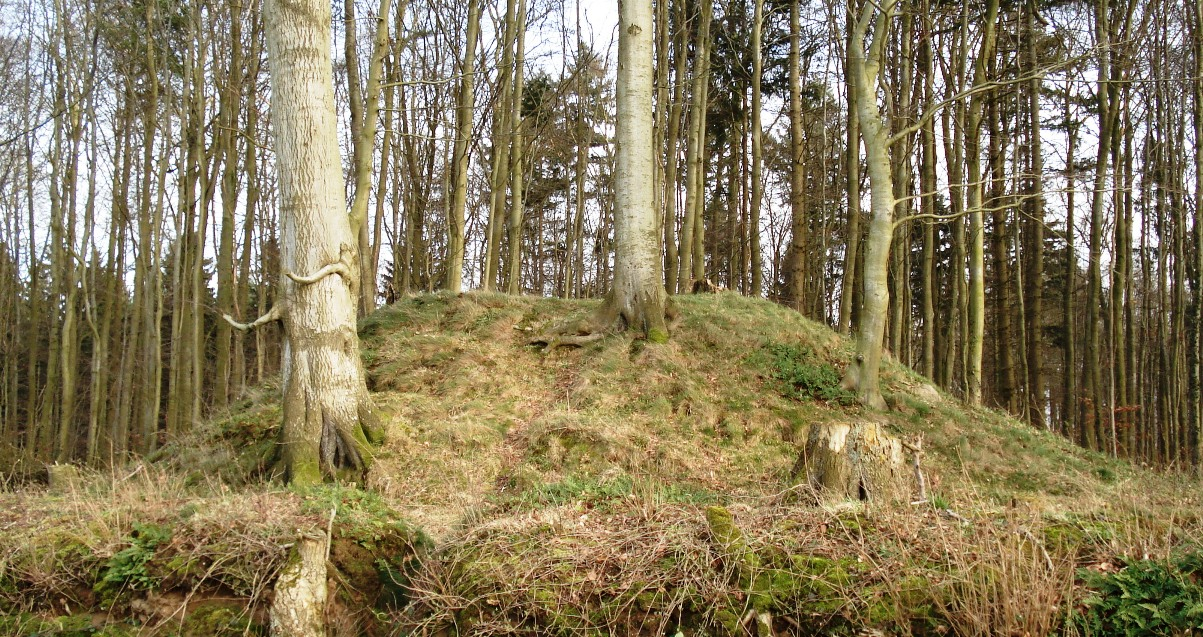
Der nördliche Grabhügel bei Stubbenberg – aus Westen

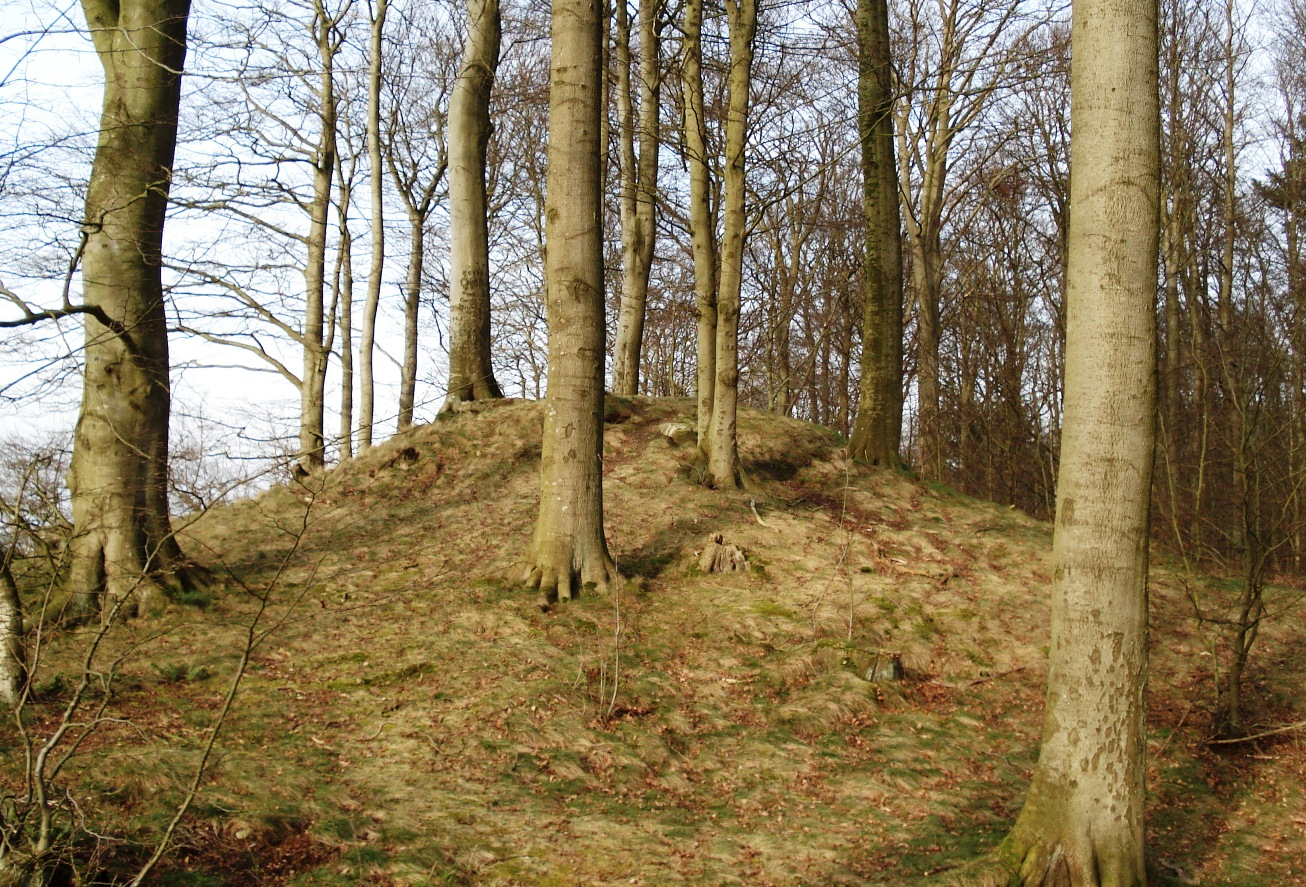
Der südliche Grabhügel bei Stubbenberg – aus Süden

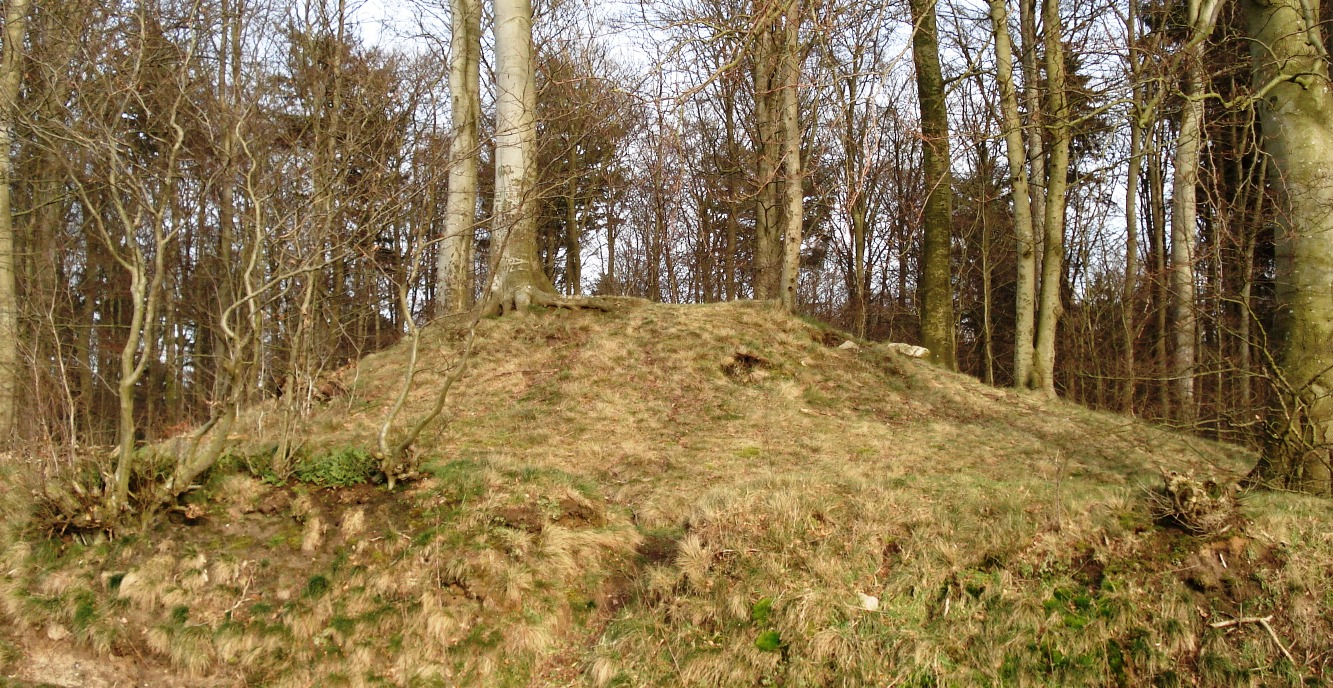
Der südliche Grabhügel bei Stubbenberg – aus Westen

Als Grabhügel bei Stubbenberg werden zwei benachbarte jungsteinzeitliche Grabhügel bei Gronenberg / Stubbenberg  (Gemeinde Scharbeutz) im Kreis Ostholstein in Schleswig-Holstein bezeichnet.
Es handelt sich um zwei runde Erdhügel mit einem Durchmesser von ca. 12 m und einer Höhe von ca. 3 m. Bei beiden Erdhügeln treten einige Steine an der Hügelspitze an die Oberfläche.
Die Grabhügel stehen unter Denkmalschutz und befinden sich in einem Abstand von ca. 100 m an der Straße zwischen Gronenberg / Stubbenberg und Stawedder – direkt neben der Straße am Waldrand.